# 小紋石斑魚
小紋石斑魚，俗名為花格仔、小点石斑鱼，為輻鰭魚綱鱸形目鱸亞目鮨科的其中一個種。体长椭圆形，侧扁而略高，标准体长为体高之2.4-2.7倍。头背部斜直；眶间区微凸。眼小，短于吻长。分布于印度至西太平洋。属于深海底栖性鱼类，主要栖息于大陆棚之软性底质区域，亦常出现在礁石区域。食用鱼，在石斑鱼中算是较不好吃的鱼种，适合清蒸或红烧。

## 分布
本魚分布於印度西太平洋區，包括紅海、東非、台灣、日本、澳洲等海域。
该物种的模式产地在長崎、日本。

## 深度
水深71至100公尺。

## 特徵
本魚體呈灰褐色，體稍側扁。眼小，短於吻長。口大；上下頜前端具小犬齒或無，兩側齒細尖，下頜約2列。背鰭具硬棘6枚，軟條14至15枚；臀鰭硬棘3枚，軟條8枚；腹鰭腹位，末端延伸不及肛門開口；尾鰭後緣截平，上下角略圓。臀鰭後緣略短於背鰭後緣。各鰭顏色與體色相仿。主上頷骨向後未超過眼下後方。體被細小櫛鱗；側線鱗孔數57至70枚；縱列鱗數105至127枚。體側中央部分有一排併排整齊的小黑點，背鰭基底下方有第二列小黑點，排列較不整齊。背鰭鰭膜有第三黑點。其黑點排列整齊。體長可達80公分。

## 生態
屬於深海底棲性魚類，主要棲息於大陸棚之軟性底質區域，亦常出現在礁石區域。

## 經濟利用
食用魚，在石斑魚中算是較不好吃的魚種，適合清蒸或紅燒。